# Тертерійські таблички

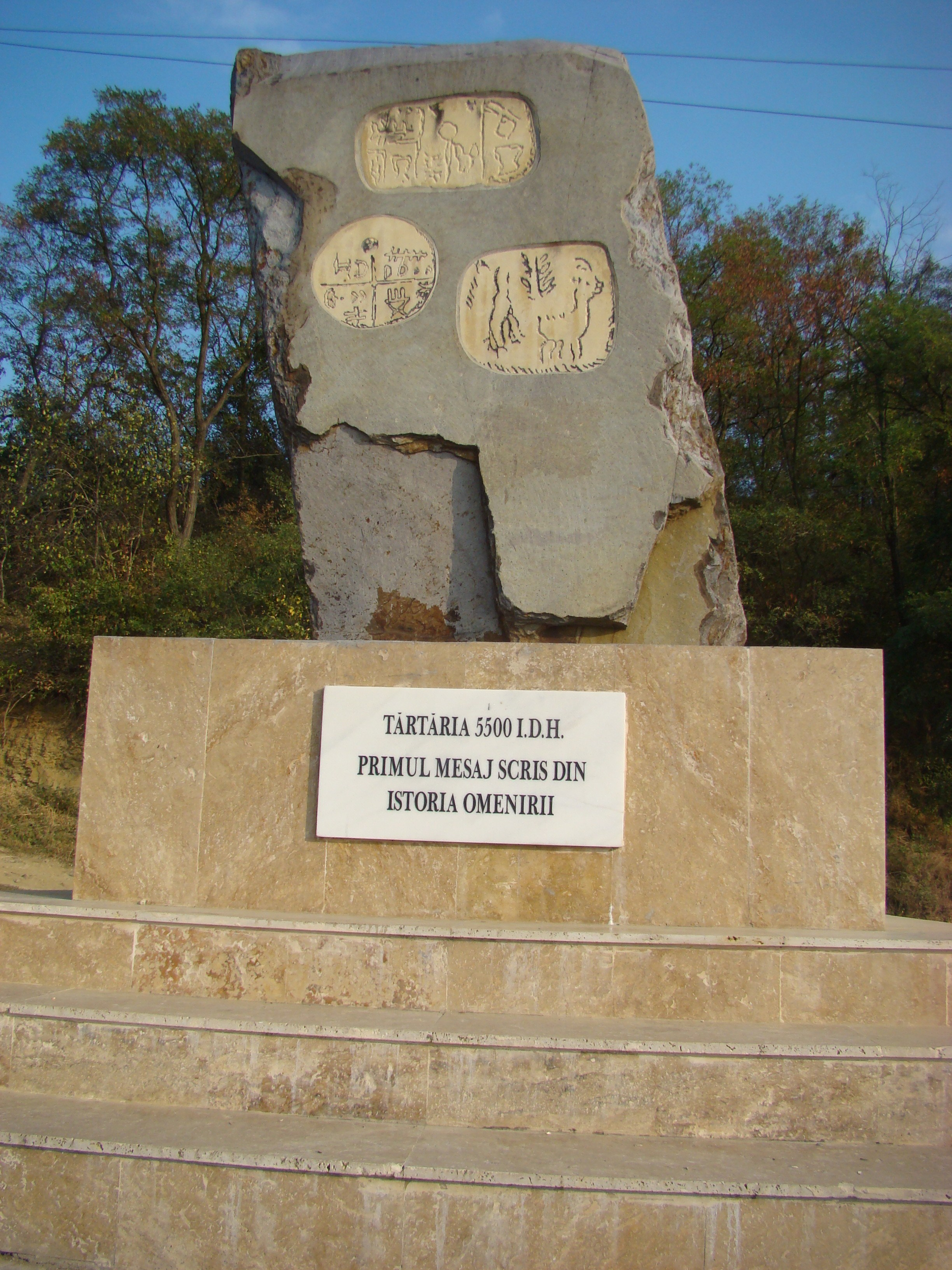
Монумент поблизу місця виявлення тертерійських табличок. 2011 р

Тертері́йські табли́чки (рум. Tăbliţele de la Tărtăria) — три виготовлені з каменю-пісковику таблички, знайдені в 1961 році румунськими археологами поблизу села Тертерія (Tǎrtǎria) в румунському повіті Алба приблизно за 30 км від міста Алба-Юлія. Знахідки супроводжувалися 26 фігурками з глини і вапняку, кістками тварин, а також обгорілим скелетом жінки похилого віку.

## Опис
Дві таблички прямокутні, одна — кругла, причому в двох з них просвердлено отвори. Діаметр круглої таблички не перевищує 6 см, решта ще менше. З одного боку табличок зображено рогату тварину, гілки дерева і низку відносно абстрактних символів (можливо, сцену полювання).
Спочатку археологи всі предмети віднесли на доіндоєвропейської культури Вінча (бл. 2700 року до н. е.), оскільки подібні піктограми були відомі зі знахідок кераміки у Вінчі з 1875 року. Однак подальший радіовуглецевий аналіз безголового людського скелета і кісток тварин, знайдених в одному шарі з табличками, відсунув їх вік (і датування археологічної культури в цілому) до 5500 року до н. е.

## Поширення
Нині відомо до тисячі об'єктів культури Вінча, на яких надряпано подібні піктограми — часом всього одна або кілька, але в деяких випадках і досить багато, розташованих рядами — горизонтально, вертикально чи по колу. При цьому піктограми, що нагадують тварин або гілки дерев, перемежовуються з абстрактними символами, подібними до хрестів, свастик і шевронів. Піктограми знайдено не тільки в Румунії, але й у сусідніх країнах: біля берегів грецького озера Орестіада, ном Касторія (табличка з Діспіліо), в Сербії, Угорщині, Молдові й Україні. Попри те, сотні кілометрів і сотні років, що розділяють їх, піктограми дивовижно схожі на всьому обширі ареалу культури Вінча.

## Тлумачення

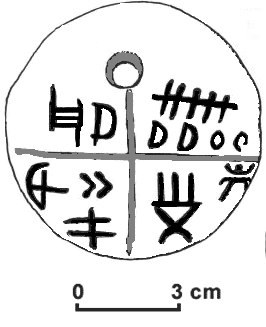
Амулет.

Тертерійські написи стали археологічною сенсацією, особливо після того, як авторитетний археолог Марія Ґімбутас, займаючись відновленням культури і релігії доіндоєвропейської Європи, оголосила нанесені на них піктограми найдавнішою у світі формою писемності. Якщо припущення Ґімбутас правильне, то так звана «давньоєвропейська писемність» існувала на континенті задовго не тільки до мінойської (яка традиційно вважається першою писемністю Європи), але й до протошумерської і протокитайської систем письма. Згідно з книгою Ґімбутас 1991 року, ця система виникає в першій половині VI тис. до н. е., поширена між 5300-4300 роками і зникає до 4000 року до н. е.
Дослідник Ш. Вінн (1973) виділив 210 знаків письма, які складаються з 5 базових елементів і є модифікацією приблизно 30 основних знаків. Кількість символів вказує на те, що писемність була силабічною. Гаральд Гаарманн (1990) знайшов близько 50 паралелей між даною системою і критським та кіпрським письмом.
Більшість дослідників не розділяють поглядів Ґімбутас. Зразу після публікації знахідок у Тертерії, в науці панувала думка, що піктограми позначали належність того чи іншого предмета (як правило, кераміки) певній особі. Однак поширеність піктограм на території різних країн протягом багатьох століть поставила під сумнів обґрунтованість цієї гіпотези.
Інша теорія пояснює піктограми тертерійського типу, зіставляючи їх із першими прикладами мінойської і шумерської писемності. Як і у випадку з клинописом, первісною функцією піктограм міг бути облік майна та зазначення його вартості. На підтримку цієї теорії наводять той аргумент, що піктограми часто наносили на днище горщиків. Приблизно шосту частину піктограм становлять знаки, що нагадують гребінь або щітку, — це могли бути примітивні цифри.
Нині найбільш загальноприйняте пояснення піктограм з Тертерії як знаків ритуально-культового характеру, які використовувалися при відправленні релігійних обрядів, після чого втрачали значення. Людина, у похованні якої знайдено таблички, могла бути шаманом. Прихильники цієї теорії вказують на відсутність еволюції піктограм протягом усього часу існування культури Вінча, що важко було б пояснити, якщо б вони стосувалися фіксації торгового обігу.
На те, що суспільство не приписувало піктограмам великої економічної цінності, вказують і місця їх виявлення — вони були поховані під оселями або викидалися разом з відходами життєдіяльності як сміття. Піктограми залишалися в ходу до настання бронзової доби (навала індоєвропейців), після чого вийшли з ужитку, і на зміну їм не прийшло жодної подоби писемності. Не виключено, що піктограми тертерійського типу являли собою такий самий ранній етап у формуванні писемності, як петрогліфи Чатал-Гьоюка і Кам'яної Могили, інтерпретація яких наштовхується на подібні складнощі.